# La colline a des yeux 2 (film, 1985)
Cet article concerne le film de Wes Craven. Pour le film de Martin Weisz, voir La colline a des yeux 2.
Pour les articles homonymes, voir La colline a des yeux.
Série La colline a des yeux
La colline a des yeux
(1977)
Pour plus de détails, voir Fiche technique et Distribution.
La colline a des yeux 2 (The Hills Have Eyes Part II) est un film américain réalisé par Wes Craven et sorti en 1985. Il fait suite à La colline a des yeux, du même réalisateur, sorti en 1977.

## Synopsis
Huit ans après le massacre de sa famille, Bobby Carter est traumatisé. Il a cependant réussi à s'en sortir en créant un groupe de motards avec Ruby, la fille de Jupiter, qui se fait désormais appeler Rachel. Le groupe souhaite alors participer à une course dans le désert, non loin de là où la famille Carter a eu son accident. Bobby a alors un très mauvais pressentiment et malgré le conseil de son psychiatre, refuse d'y aller. Ruby s'y rend alors avec Cass, Roy, Harry, Hulk, Foster, Sue et Jane. En retard, la bande décide de prendre un raccourci par le désert, mais leur bus tombe en panne en plein milieu du désert. Les cannibales défigurés refont surface.

## Fiche technique
- Titre français : La colline a des yeux 2 (La colline a des yeux n°2 selon la graphie de l'affiche)
- Titre original : The Hill Have Eyes Part II
- Réalisation et scénario : Wes Craven
- Musique : Harry Manfredini
- Photographie : David Lewis
- Montage : Richard Bracken (en)
- Production : Peter Locke (en) et Barry Cahn
- Sociétés de production : New Realm Entertainments et VTC
- Sociétés de distribution : Castle Hill Productions (en) (États-Unis), Cannon France (France)
- Pays d'origine :  États-Unis
- Langue originale : anglais
- Format : Couleur - Mono - 35 mm - 1.85:1
- Genre : horreur (slasher), road movie
- Durée : 86 minutes
- Dates de sortie[2] :
  - Italie : juin 1984 (MystFest)
  - États-Unis : 2 août 1985
  - France : 25 février 1987
- Film interdit aux moins de 16 ans en France

## Distribution
- Tamara Stafford : Cass
- Kevin Spirtas : Roy
- Janus Blythe (en) : Rachel / Ruby
- Michael Berryman : Pluto
- Willard E. Pugh : Foster
- Colleen Riley : Jane
- Penny Johnson Jerald : Sue
- Peter Frechette (en) : Harry
- John Laughlin (en) : Hulk
- Robert Houston : Bobby Carter
- John Bloom (VO : Nicholas Worth) : le boucher
- Edith Fellows : Mme Wilson
- David Nichols : le psychiatre

## Production
Le tournage a lieu en Californie : Bronson Canyon, Joshua Tree et San Bernardino. Le tournage débute en 1983 mais s'arrête brusquement faute de budget. Wes Craven part alors tourner Les Griffes de la nuit pour New Line Cinema. Après le succès de ce film, le studio convainc Wes Craven de finaliser le film mais sans tourner de nouvelles séquences. Des images du premier film seront ainsi réutilisées. Wes Craven désavouera ce film qu'il déteste.

## Accueil
Le film reçoit des critiques globalement négatives. Sur l'agrégateur américain Rotten Tomatoes, il récolte 0% d'opinions favorables pour 7 critiques et une note moyenne de 3⁄10. Sur Metacritic, il obtient une note moyenne de 25⁄100 pour 4 critiques.

## Postérité
Ce film est la suite de La colline a des yeux déjà réalisé par Wes Craven. Après le remake du 1er film en 2006, La colline a des yeux 2 fait suite à ce remake. Il n'a cependant rien à voir avec cette suite de 1985.
En 1995, HBO produit le film Peur panique (The Outpost). Parfois intitulé The Hills Have Eyes III et hormis la présence de Wes Craven à la production, ce film n'a aucun lien avec la franchise La colline a des yeux.